# René Jacquot
René Jacquot (Toul, 28 luglio 1961) è un ex pugile francese, campione mondiale  nella categoria dei pesi superwelter nel 1989 e avversario di Luigi Minchillo, Romolo Casamonica e Gianfranco Rosi.

## Carriera
Professionista dal 1983, nei pesi superwelter. Il suo inizio di carriera non ha nulla di straordinario in quanto nei primi tre anni subisce 9 sconfitte in 23 combattimenti. Riesce comunque a diventare campione di Francia il 10 aprile 1987, battendo per knock-out tecnico al 7º round Yvon Ségor da cui era stato sconfitto in precedenza.
Dopo altri quattro incontri vittoriosi, Jacquot conquista il titolo europeo il 29 gennaio 1988 battendo in casa Luigi Minchillo, già sfidante al titolo mondiale di Mike McCallum e Thomas Hearns. Mantiene il titolo lo stesso anno contro Eric Taton, Ervin Heiber e Romolo Casamonica prima di ottenere la chance di sfidare il "Cobra" Donald Curry, campione mondiale WBC ed ex campione mondiale indiscusso dei pesi welter. 
Il match si svolge l'11 febbraio 1989 al Palais des Sports di Grenoble. Dopo tre round nettamente favorevoli al detentore, Jacquot comincia a mettere in mostra un buon gioco difensivo e alcuni montanti di contrasto. Dal 6º round in poi, intensifica i suoi attacchi. Gli ultimi round sono una vera via crucis per lo statunitense che riesce con difficoltà a sentire il suono della campana finale. Il francese conquista in tal modo la cintura mondiale WBC dei superwelter. Erano trentadue anni, cioè dai tempi del peso gallo Alphonse Halimi che un francese non riusciva a indossare una corona mondiale di pugilato. La rivista statunitense Ring Magazine nomina l'incontro sorpresa dell’anno 1989, ritenendolo quello conclusosi nel modo più contrario alle previsioni.
René Jacquot, tuttavia, è costretto a consegnare il titolo mondiale già alla prima difesa, nei guantoni dell’ugandese John Mugabi, per abbandono a soli 2:53 della prima ripresa, a causa di una distorsione sofferta dopo una banale schivata . 
Jaquot ha altre due possibilità nel 1990 di riconquistare la cintura mondiale, ma perde la prima ai punti contro Terry Norris (dopo essere stato atterrato al 1º, 2º e 12º round)  e la seconda ai punti contro Gianfranco Rosi, sul ring di Marsala. È il suo ultimo match.